# Marieta (Álava)
Marieta es una localidad del concejo de Marieta-Larrínzar, que está situado en el municipio de Barrundia, en la provincia de Álava, España.

## Historia
Durante la Edad Media, Marieta se situó al oeste de la localidad actual. Posteriormente, la población se movió hacia la zona de la ermita de San Andrés. En 1727 se hundió la cubierta de la iglesia situada en la localización antigua. Esto produjo su abandono definitivo y el traslado las actividades religiosas a la ermita de San Andrés. Como esta se quedó pequeña, en 1787 se inauguró la iglesia actual.
Hacia mediados del siglo XIX, el lugar, por entonces perteneciente a Gamboa, tenía contabilizada una población de 134 habitantes. Aparece descrito en el undécimo volumen del Diccionario geográfico-estadístico-histórico de España y sus posesiones de Ultramar de Pascual Madoz con las siguientes palabras:

MARIETA: l. del ayunt. de Gamboa en la prov. de Alava (á Vitoria 2 leg.), part. jud. de Salvatierra (3), aud. terr. de Burgos (20), c. g. de las Provincias Vascongadas, dióc. de Calahorra (18). sit. entre montes: con clima frio; le combaten los vientos N., S. y O. y se padecen enfermedades crónicas. Tiene 50 casas, escuela de primera educacion para ambos sexos frecuentada por 35 ó 40 alumnos inclusos los de Larrinzar que tambien concurren á la misma, y dotada con 1,400 rs.; igl. parr. (la Invencion de la Sta. Cruz) servida por un beneficiado, y una ermita (Sta. Marina), y para surtido del vecindario hay varias fuentes de exquisitas aguas. Confina el térm. N. Salinas de Leniz; E. Larrinzar; S. el mismo l. y O. Zuazo; comprendiendo dentro de su circunferencia algunos trozos de monte bastante poblados. El terreno es de mediana calidad: le atraviesa el r. Zadorra y un riach., con un puente sobre cada uno. caminos: los locales, en regular estado: el correo se recibe de Vitoria por los mismos interesados. prod.: trigo, maiz, cebada, legumbres y hortalizas; cria de ganado vacuno, caballar, cabrío y lanar: caza de perdices, codornices, liebres, corzos y jabalíes; pesca de truchas, anguilas y barbos. pobl.: 26 vec., 154 alm. riqueza y contr.: con su ayunt. (V.)
(Madoz, 1847, pp. 232-233)

El 10 de mayo de 1957, a causa de la construcción del embalse de Ullíbarri-Gamboa, pasó a formar parte del municipio de Barrundia.

## Demografía
| Gráfica de evolución demográfica de Marieta entre 1802 y 1981                    |
|                                                                                  |
| Población de derecho según los censos de población de la Enciclopedia Auñamendi. |

## Patrimonio

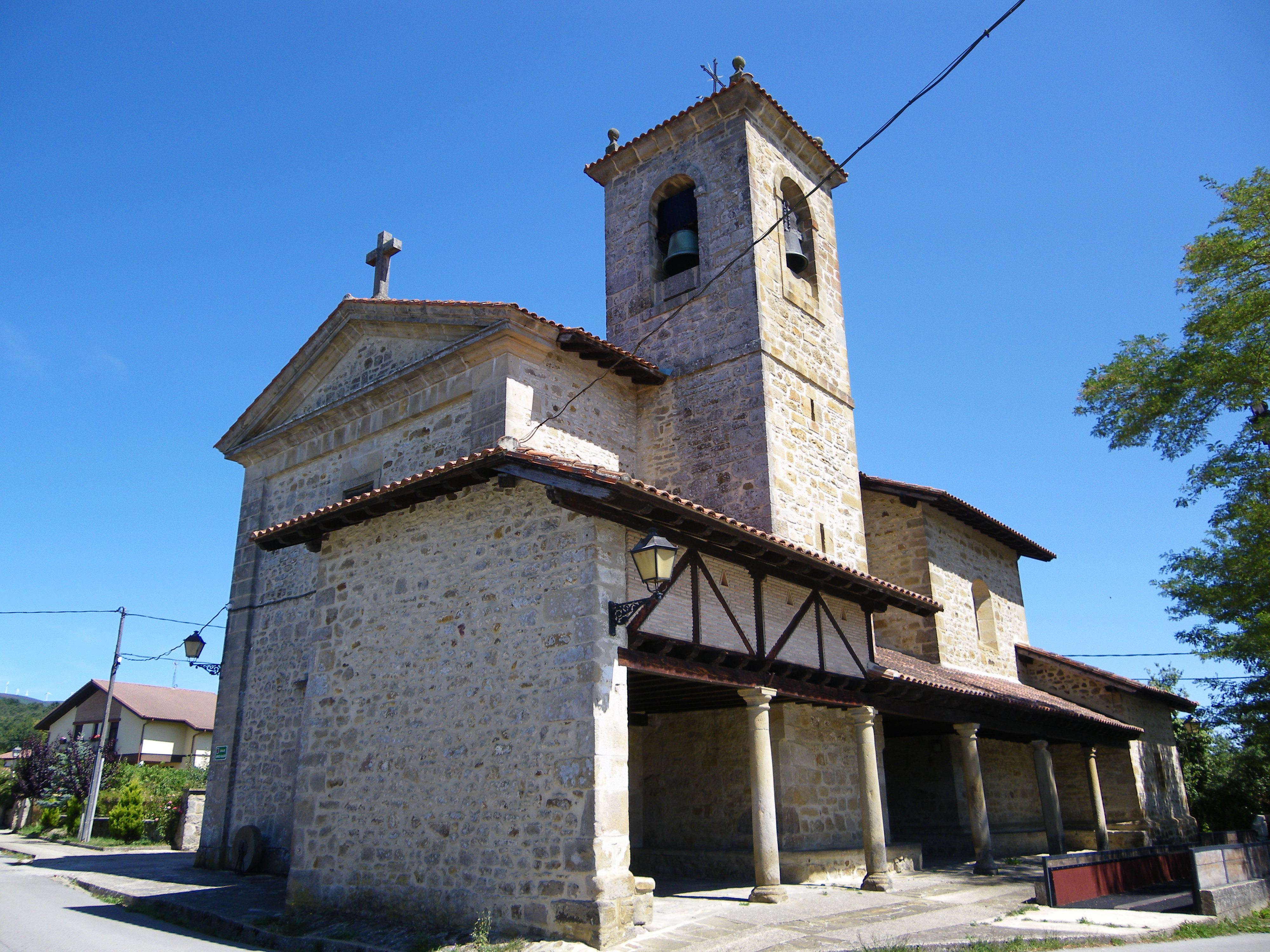
Vista de la iglesia de la Santa Cruz

Hay en el lugar una iglesia de la Santa Cruz.